# Vaiano Cremasco
Vaiano Cremasco ist eine norditalienische Gemeinde (comune) mit 3523 Einwohnern (Stand 31. Dezember 2023) in der Provinz Cremona in der Lombardei. Die Gemeinde liegt etwa 43 Kilometer nordwestlich von Cremona.

## Gemeindepartnerschaften
- Veigy-Foncenex, Département Haute-Savoie
- Puerto Padre, Provinz Las Tunas

## Verkehr
Durch die Gemeinde führt die frühere Strada Statale 415 Paullese (heute eine Provinzstraße) von Paullo nach Cremona.